# Nectandra leucocome
Nectandra leucocome là một loài thực vật thuộc họ Lauraceae. Đây là loài đặc hữu của México.